# Vuurtoren van Punta Almina

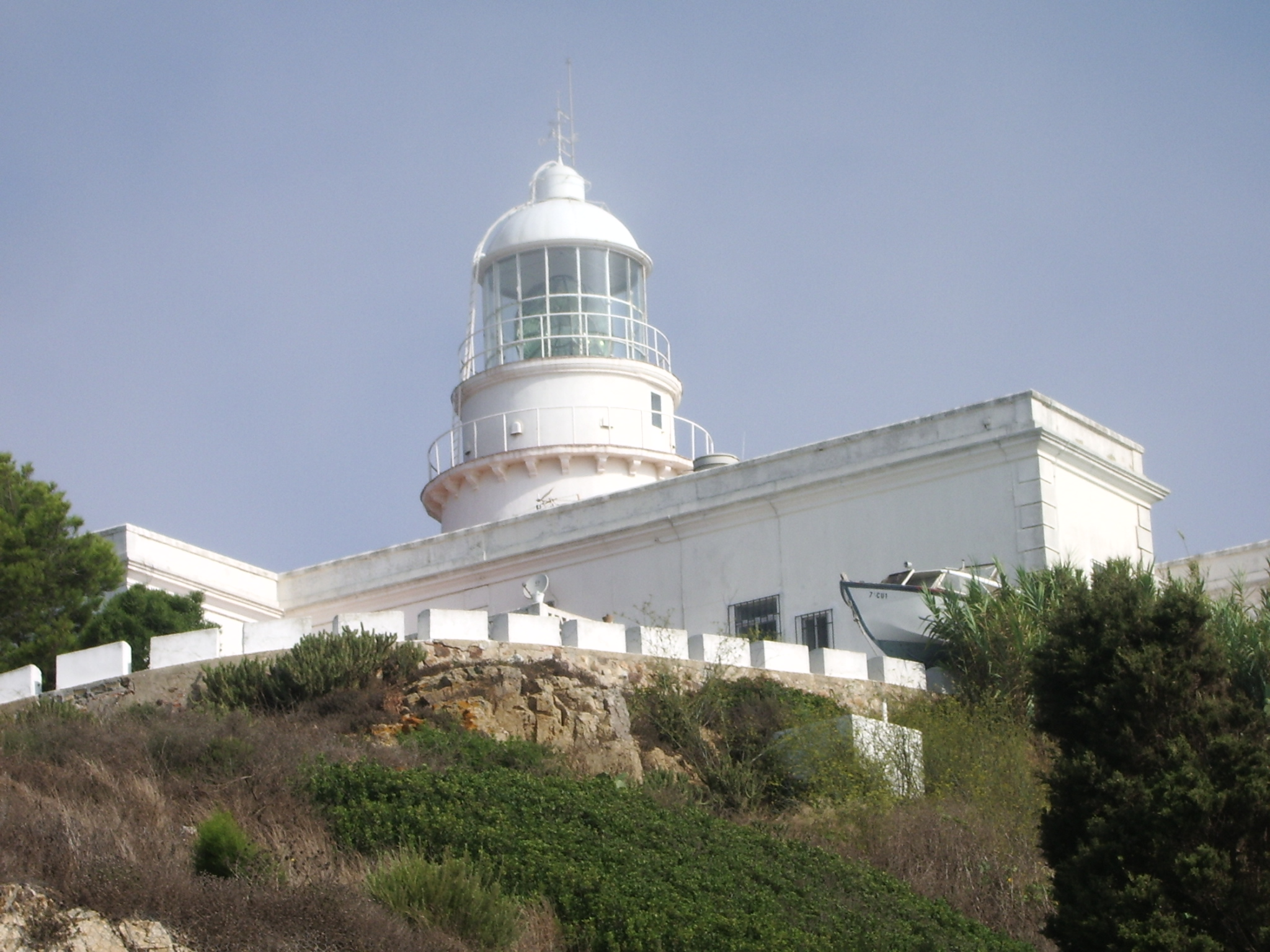
De vuurtoren van Punta Almina in Ceuta.

De vuurtoren van Punta Almina is een vuurtoren gelegen op de Cerro de los Mosqueros op het schiereiland Almina, aan de oostkant van Monte Hacho in de Spaanse exclave Ceuta. Het wordt beheerd door de havenautoriteit van Ceuta.
Het werd ontworpen door Juan Martinez de la Villa en gebouwd van 1851 tot 1855. Het werd ingehuldigd op 1 december 1855. Het station bestaat uit een cilindrische metselwerktoren boven een bewakersverblijf. In 1919, tijdens de renovatie van de vuurtoren, werd de lantaarn uitgerust met een 2e orde Henry-Lepaute Fresnel-lens. De mistsirene, die 200 meter ten noordoosten van de vuurtoren is geplaatst, geeft elke 45 seconden twee explosies.
Het Almina-schiereiland is het meest noordelijke punt van Afrika, direct tegenover de Rots van Gibraltar. De vuurtoren markeert de zuidkant van de ingang, naar de Middellandse Zee, naar de Straat van Gibraltar. De autonome stad Ceuta is bereikbaar per veerboot vanuit Algeciras aan de noordkust van de Straat van Gibraltar.